# Eatonina micans
Eatonina micans är en snäckart som först beskrevs av Webster 1905.  Eatonina micans ingår i släktet Eatonina och familjen Cingulopsidae. Inga underarter finns listade i Catalogue of Life.